# Stoßstange (Karosserie)
Die Stoßstange ist seit den frühen Jahren Bestandteil von Automobilen. Sie ist an Front und Heck montiert. Die ersten Automobile mit Stoßstangen wurden 1905 von Frederick R. Simms gebaut.

## Geschichte

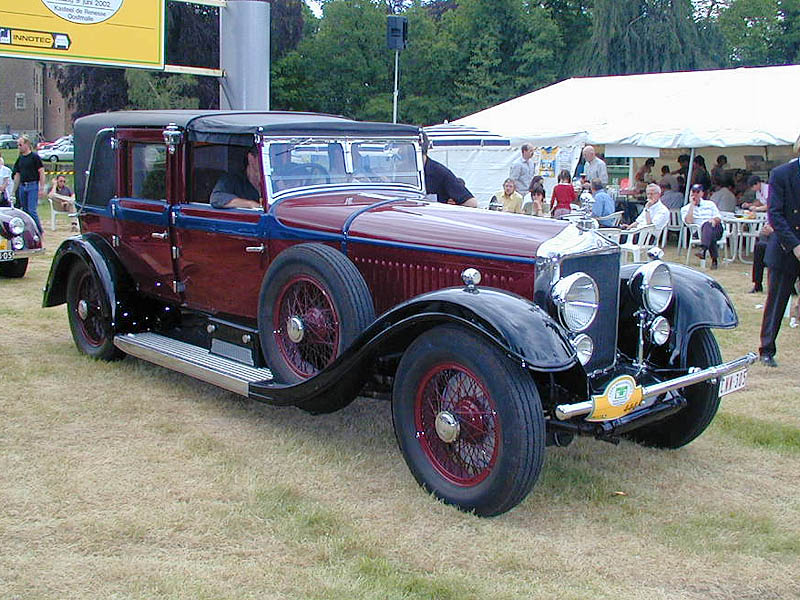
Rundstoßstange an einem belgischen Minerva Type AK von 1928

In der Vergangenheit wurde an Fahrzeugen ein Querbügel, meist aus Stahl, an zwei Halterungen befestigt, die mit dem Rahmen des Fahrzeugs verbunden waren. Bei einem Aufprall verbog sich die Stange und nahm bei der Deformierung die Energie des Aufpralls auf. Aufgrund der festen Verbindung mit dem Fahrgestell konnte früher ein Fahrzeug an der Stoßstange abgeschleppt werden.
1913 reichte der Ingenieur Edwin Ketcham Conover ein Patent über die Pufferung von „Prellstangen“ bei Automobilen ein.

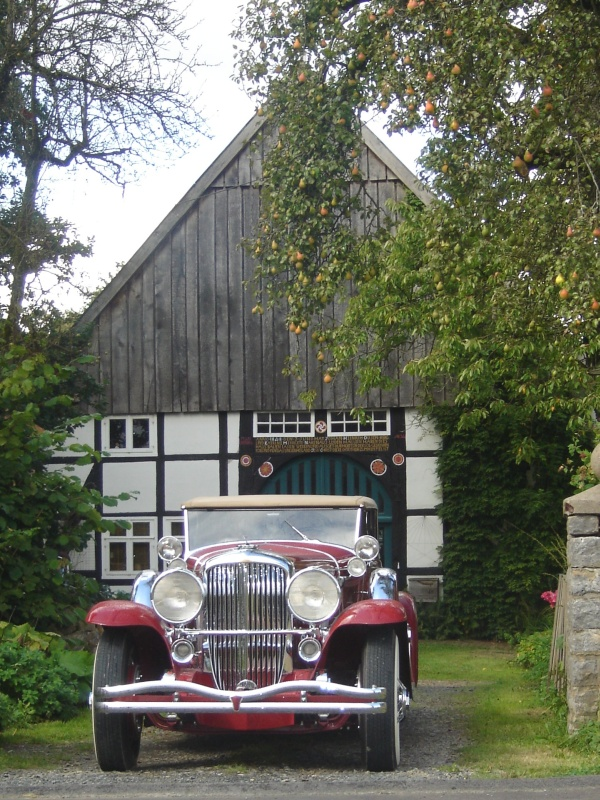
Duesenberg Modell J (1929) mit markentypischer Doppelblatt-Stoßstange

Stoßstangen waren bis Ende der 1920er Jahre ein Zubehör, das extra bestellt werden musste; hintere kamen erst später in Gebrauch. Sie waren oft zweiteilig, um Raum für das dazwischen angebrachte Reserverad zu lassen. Frühe Stoßstangen bestanden aus einem einfachen Stück Rundstahl, das meist in der Farbe des Fahrgestells lackiert oder vernickelt war und an den Enden oft eine vernickelte Hülse als Abschluss trug. Später wurden diese eigentlichen „Stoßstangen“ zu immer flacheren Stahlteilen („Blättern“), die zunehmend vernickelt oder verchromt wurden. Der ersten Serienwagen mit Chrom- anstelle Nickelzier kam von Buick 1926.

### Schutz- und Gestaltungselement
Wegen der unterschiedlichen Größe der Fahrzeuge boten diese Stoßstangen nur begrenzten Schutz. Es kam vor, dass die Stange eines größeren Fahrzeugs über jene eines kleineren geriet. Daraus folgte eine ungleich stärkere Beschädigung. Daher ging man dazu über, Stoßstangenblätter zu verbreitern oder doppelt zu führen, also zwei Blätter übereinander anzuordnen. Zusätzlichen Schutz boten Hörner und Overrider, die verhindern sollten, dass sich die Stoßstangen „verhakten“, was unter Umständen schon bei leichten Kollisionen passieren konnte. Gleichzeitig wurde die Stoßstange zu einem Gestaltungselement und oft auch zu einem Erkennungszeichen der Marke.

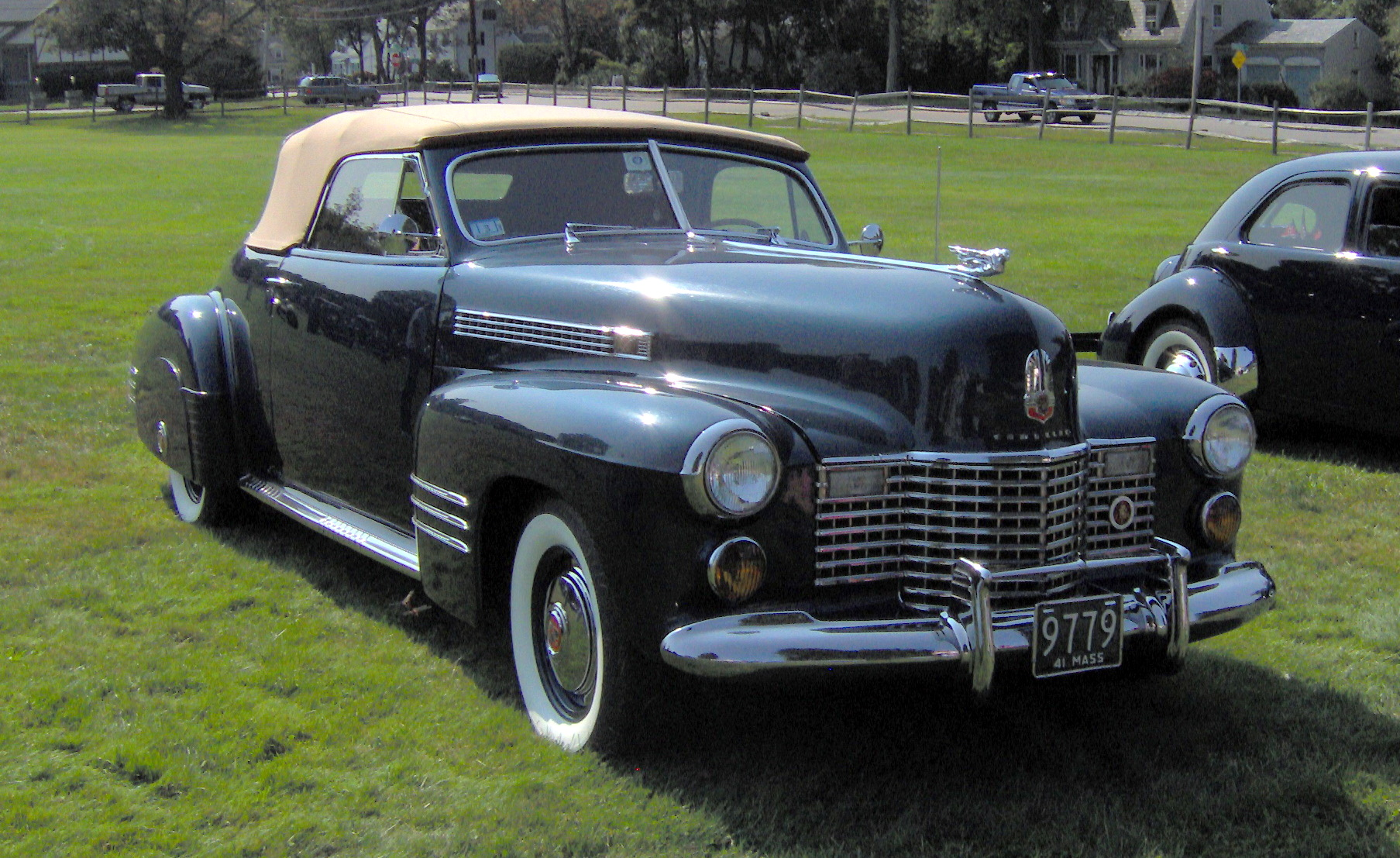
1941 Cadillac Series 62 Convertible Coupe mit massiver Stoßstange und serienmäßigen Overridern

Nach dem Zweiten Weltkrieg wurden die Stoßstangen immer schwerer und zunehmend in die Karosserie integriert. Einige Fahrzeuge wurden zum Radwechsel sogar an den Stoßstangen angehoben.

### Nachteile
Grundlegende Nachteile all dieser Systeme waren, dass Stöße praktisch ungehindert auf den Fahrzeugrahmen durchschlugen und diesen verschoben. Wichtiger war, dass sie das Verletzungsrisiko für Fußgänger und Radfahrer erhöhten; insbesondere führten die eingeleiteten Kräfte leicht zu Brüchen des Unterschenkels. Mit der Zeit entstanden kantigere und spitzere Formen der Stoßstange, die zusätzliche Risiken für Schnittverletzungen nach sich zogen.

### Übergang zu Stoßfängern
Ab den 1970er Jahren wurde die energieabsorbierende Stoßstange erst vorn und dann auch hinten vorgeschrieben. Diese Stoßstangen bestanden aus einem Stahlträger, der mit Kunststoff umhüllt oder erweitert war. Die Montage am Fahrgestell oder dem Karosseriekörper bei selbsttragenden Karosserien erfolgte mit einem Stoßfänger an jeder Seite, der die Energie bei einem leichten Aufprall abfangen sollte.

## Sonderform
Eine besondere Form der Stoßstange ist der Rammschutz (umgangssprachlich auch „Kuhfänger“ genannt). Ursprünglich diente der Rammschutz dem Schutz von Teilen der Karosserie.

## Heute

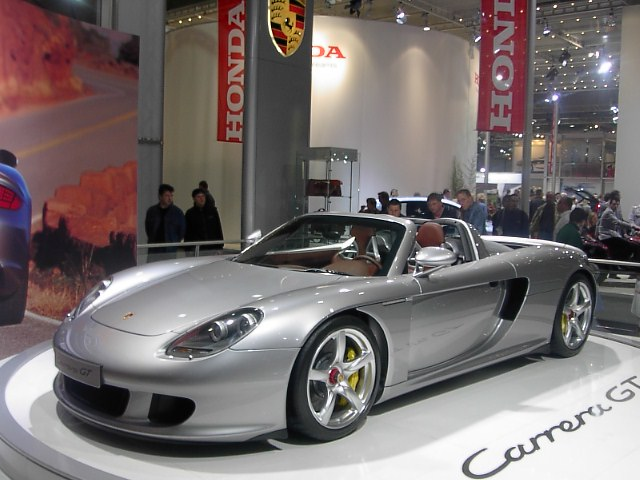
Auffällig ausgeformte Frontschürze des Porsche Carrera GT

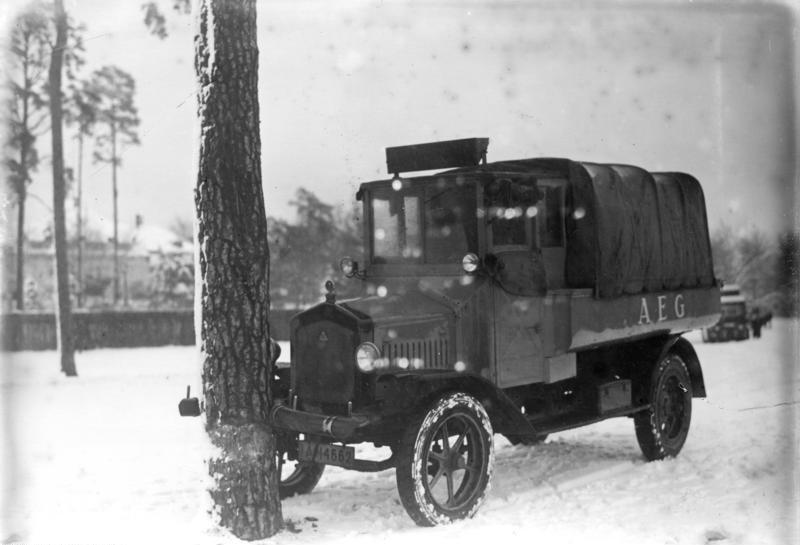
Stoßstangentest (Casco-Puffer), 1928

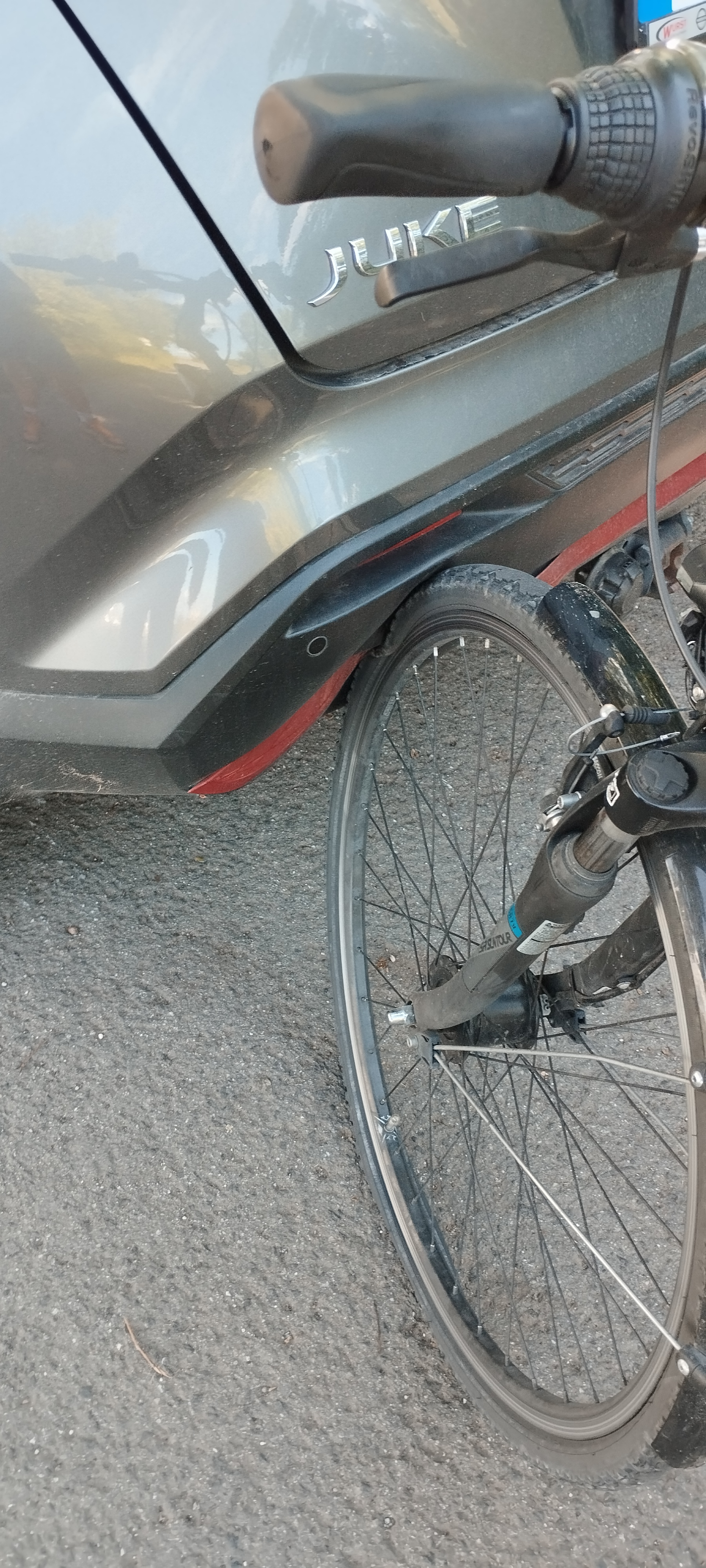
Energieabsorbierende Stoßstange

1972 erschien der Renault 5 mit einer Schürze aus Kunststoff, der eigentliche Stoßfänger aus Metall ist dahinter verborgen. Weitere frühe Vertreter waren der Citroën Visa und der Fiat Ritmo. Allgemein setzte sich diese Bauweise aber erst im Laufe der 1980er Jahre durch. Die Schürze wird in die Gestaltung des Fahrzeugs eingebunden. Außer der Stoßstange oder anderer Stoßfänger-Elementen, z. B. Knautschkörper, verbirgt sie gegebenenfalls weitere Technik (z. B. Abstandssensoren). Aufgrund der geschlossenen Form kann die Schürze die Aerodynamik eines Fahrzeugs verbessern.
Durch den Einsatz von „denkenden“ Kunststoffen und definierten Sollbruchstellen lässt sich kontrollieren, wie Energie absorbiert werden soll. Beispielsweise kehrt der geknautschte Kunststoff der Schürze bei kleinen Parkremplern (bis zu etwa 7 km/h) wieder in seinen Ursprungszustand zurück („reversible Stoßfänger“). Mitunter ist es auch möglich, dass die Kunststoff-Außenhaut wieder in ihre ursprüngliche Form zurückkehrt, obwohl darunterliegende Knautschkörper bleibend verformt wurden. Diese müssen dann ausgetauscht werden, da das Fahrzeug nicht mehr vollständig verkehrssicher ist.
In der jüngeren Zeit konstruierte Stoßfänger sollen vor allem helfen, Verletzungen bei Fußgängern oder Radfahrern zu minimieren. Diese neuen Sicherheitssysteme umfassen zunehmend die Gestaltung der Fahrzeugfront und auch die Motorhaube wird einbezogen. Die hier verwendeten Stoßfänger werden aus energieabsorbierenden Schaumstoffen hergestellt. Diese halbharten Schaumstoffe dämpfen bereits in geringer Schichtdicke den Aufprall eines auftreffenden Körpers und erlauben, Stoßfängersysteme zu entwickeln, die strengen Sicherheitsanforderungen entsprechen. Bei Unfällen mit höheren Geschwindigkeiten nehmen die Schaumstoffschalen unter der Schürze die Energie auf und verteilen sie dadurch auf eine große Fläche.